# Comandos Armados del Pueblo (Colombia)
Los Comandos Armados del Pueblo (CAP inicialmente conocidos como Comandos Armados del Pueblo 25 de Febrero) fue un grupo de milicias que operaban activamente en la Comuna 13 de Medellín. Este grupo si bien se identifico como independiente, las autoridades declaraban que recibían entrenamiento y financiamiento del Ejército de Liberación Nacional (ELN). A pesar de la acusación las CAP tenían una sólida base social en el sector.

## Historia

### Antecedentes
La aparición de milicias en la Comuna 13 de Medellín se remontan en los años 80´s, cuando grupos de milicianos como las Milicias Populares del Valle de Aburrá, Milicias Metropolitanas, o las Milicias Populares del Pueblo y para el Pueblo, bajo la fachada de ser grupos de autodefensa asesinaban delincuentes y drogadictos, esto con el pretexto de "limpiar las calles" o ejecutar limpieza social de la zona. También en varias zonas de la ciudad el Movimiento 19 de abril llegó a tener campamentos de reclutamiento, con la función de tener una base social. En varios barrios de Medellín se registraron ataques armados realizados por Escuadrones de la Muerte, el ELN y otras Milicias, sin embargo la mayoría de los delitos no se les dio seguimiento y ni siquiera se pudo establecer al grupo responsable o a los autores.
Se desconoce la cantidad de personas asesinadas por estos grupos, pero por ejemplo las Milicias Populares del Pueblo y para el Pueblo clamaron haber asesinado a más de 150 miembros. Estos grupo comúnmente eran formados por jóvenes de escasos recurso y con poco o nulo trasfondo político, siendo la posibilidad de proteger su comunidad la principal razón para formar parte de las milicias.
Para principios de los años 90´s estas milicias perdieron a gran parte de sus líderes, así como parte de apoyo de la población debido a sus actividades de robo, extorsión y narcotráfico en los barrios, inclusive el asesinato de líderes sindicales o estudiantes. Bajo esta situación en 1994, en una de las canchas de la Comuna 1650 milicianos de la zona nororiental entregaron sus armas, iniciando así un proceso de desmovilización. A pesar de la desmovilización de estas milicias, hubo algunos militantes que no estaban de acuerdo con el proceso de Paz, formando los Comandos Armados del Pueblo.

### Formación y auge
La noche del 25 de febrero de 1996, varios exintegrantes de las Milicias Populares, realizaron un “golpe de Estado” a sus líderes y, tras un fuerte enfrentamiento armado ocurrido en el barrio El Salado, asesinaron a cuatro de ellos. Quienes sobrevivieron decidieron plegarse a las órdenes del CAP. Mientras se intensificaba la presencia del grupo, varios informes de los medios colombianos brindaban información aparentemente contradictoria sobre si el CAP es un grupo guerrillero o un nombre utilizado para referirse a varias organizaciones similares. En el contexto de las disputas en la Comuna 13, el grupo llegó a trabajar en conjunto con las fuerzas de las FARC-EP y el ELN que estaban asentadas, pero para finales del 2000, los grupos se enfrentaban entre sí, además de contar con la amenaza de los paramilitares.
Esta milicia tuvo un relativo éxito en la Comuna 13, anteponiendo la acción militar sobre la política, teniendo un enfoque a la autodefensa, publicando comunicados resaltando la "unión de los habitantes", para sobrevivir a los embates de los paramilitares y la fuerza pública.

## Ataques relevantes
Los blancos comunes del grupo, comúnmente eran bancos y empresas extranjeras, como el ataque al McDonald’s del centro comercial San Diego, o la quema de tres buses frente a la Universidad de Antioquia el 4 de julio de 1997.
Durante los últimos años de las CAP, el uso de la violencia por parte del grupo se intensificó. Por ejemplo, el 21 de diciembre del 2001, fueron asesinados los hermanos Manuel Alexander y Giovani Alexis Gómez, por supuestamente colaborar con paramilitares. No fue hasta el 17 de enero del 2002, cuando Evelio de Jesús Cadavid y su hijo Jorge Alonso Cadavid fueron asesinados en su hogar, por supuestamente colaborar con los paramilitares. Más adelante, el 24 de marzo del mismo año es asesinada Gloria Estella Gil de 36 años, esto en el barrio La Quiebra, acusándola de ser una informante de la policía.
El 21 de septiembre del 2002 es asesinado a tiros José Luis Arroyave Restrepo, esto en el barrio de La Quiebra, trabajando por varios años en la Comuna 13, siendo un importante líder social en la zona. La muerte del padre Arroyave conmociono a la sociedad, pero su recuerdo y legado aún puede ser visto en proyectos como el Parque Biblioteca Presbítero José Luis Arroyave Restrepo, inaugurado en su memoria en diciembre del 2006. A pesar de ello los responsables del asesinato no fueron detenidos y procesados hasta el año 2006. Una semana después es asesinado Duvan Darío Villegas Mesa.
No fue hasta el 8 de septiembre del 2016 cuando Fredy Alonso Pulgarín Gaviria, alias "La pulga", siendo el primer miembro de una milicia en ser juzgado por el órgano de justicia transicional, estos por ser responsable de  once homicidios (incluyendo los del padre José Luis Arroyave Restrepo) y tres desplazamientos forzados, pero al ayudar a reconocer a más de 107 víctimas de la violencia, se le concedió la pena alternativa de ocho años de prisión, contemplada en la Ley 975 de 2005.